# Adamówka
Adamówka è un comune rurale polacco del distretto di Przeworsk, nel voivodato della Precarpazia.
Ricopre una superficie di 134,27 km² e nel 2004 contava 4 223 abitanti.